# Deutsche Ringermeisterschaften 1931
Die 23. deutschen Meisterschaften im Ringen wurden 1931 in Untertürkheim (Stuttgart) ausgetragen.

## Ergebnisse

### Bantamgewicht
| Platz | Sportler         | Stadt/Verein        |
| ----- | ---------------- | ------------------- |
| 1     | Hermann Fischer  | Cannstatt           |
| 2     | Jakob Brendel    | ASC Sandow Nürnberg |
| 3     | Peter Merscheidt | Mülheim             |

### Federgewicht
| Platz | Sportler         | Stadt/Verein       |
| ----- | ---------------- | ------------------ |
| 1     | Sebastian Hering | TV Jahn Göppingen  |
| 2     | Ernst Meier      | ASV Heros Dortmund |
| 3     | Wolfgang Ehrl    | München            |

### Leichtgewicht
| Platz | Sportler        | Stadt/Verein       |
| ----- | --------------- | ------------------ |
| 1     | Eduard Sperling | ASV Heros Dortmund |
| 2     | Adolf Krehl     | Untertürkheim      |
| 3     | Fritz Schäfer   | Zweibrücken        |

### Weltergewicht
| Platz | Sportler      | Stadt/Verein   |
| ----- | ------------- | -------------- |
| 1     | Oswald Möchel | Muülheim       |
| 2     | Jean Földeák  | München        |
| 3     | Eugen Häßler  | ASV Tuttlingen |

### Mittelgewicht
| Platz | Sportler        | Stadt/Verein |
| ----- | --------------- | ------------ |
| 1     | Bela Büky (HUN) | Koblenz      |
| 2     | Eduard Krämer   | Duisburg     |
| 3     | P. Hecker       | Hamburg      |

### Halbschwergewicht
| Platz | Sportler          | Stadt/Verein       |
| ----- | ----------------- | ------------------ |
| 1     | Fritz Bräun       | ASV Kreuznach      |
| 2     | Fritz Ertle       | Nürnberg           |
| 3     | Heinrich Heitmann | Sportklub Hörde 04 |

### Schwergewicht
| Platz | Sportler      | Stadt/Verein              |
| ----- | ------------- | ------------------------- |
| 1     | Willi Müller  | Köln                      |
| 2     | Georg Gehring | SV Siegfried Ludwigshafen |
| 3     | Eugen Lägeler | Untertürkheim             |

## Deutsche Mannschaftsmeister 1931
Deutscher Mannschaftsmeister 1931 wurde der Sportklub Hörde 04, der den Titelverteidiger ASV Heros Dortmund auf Platz zwei verwies. Folgende Ringer waren im Aufgebot für Hörde: Antoni, Frisch, Weikert, Fritz Scharfe, Scharfe, Heinrich Heitmann und Ferdinand Muß.